# Mosaic congolès septentrional de sabana i bosc
El mosaic de selva i sabana del nord del Congo és una ecoregió de l'ecozona afrotropical, definida per WWF, que s'estén des del Camerun fins a Uganda, passant per la República Centreafricana, la República Democràtica del Congo i Sudan del Sud.

## Descripció
És una ecoregió de sabana que cobreix una àrea de 708.100 quilòmetres quadrats a Àfrica central. Forma part del cinturó de mosaic de selva i sabana que separa les selves d'Àfrica equatorial de les sabanes tropicals, i conté les sabanes arbrades més septentrionals d'Àfrica. S'estén des de la serralada de Camerun en l'oest, pel centre del Camerun i el sud de la República Centreafricana, fins al sud-oest de Sudan del Sud i el nord-est de la República Democràtica del Congo. Inclou també una estreta zona del nord-oest d'Uganda. Els rius Ubangi i Uele formen la frontera sud de l'ecoregió, mentre que el Bahr al-Ghazal marca la frontera oriental.
Limita al nord i a l'est amb la sabana sudanesa oriental, al nord-est amb la prada inundada del Sahara, a l'oest amb el mosaic de selva i sabana de Guinea, la selva de la serralada de Camerun i la selva costanera del Cross-Sanaga i Bioko, al sud-est amb la selva montana de la falla Albertina, i al sud amb la selva de terres baixes del Congo nord-occidental i la selva de terres baixes del Congo nord-oriental.

Els afluents del riu Congo, Ubangi i Uele, a la part superior de la imatge són les fronteres sud de l'ecoregió del Mosaic congolès septentrional

El clima és tropical de sabana. En general, hi ha una estació seca i una humida. Les precipitacions anuals mitjanes, majors com més al sud, varien entre 1.200 i 1.600 mm.
La major part de l'ecoregió és un altiplà d'uns 500 metres d'altitud, que s'eleva fins als 700 cap a l'oest.

## Flora
La flora és variada; l'ecoregió compta amb selves de galeria, sabanes arbrades i sabanes herbàcies, amb espècies típiques de les sabanes sudaneses del nord o de les selves del Congo, més al sud.

## Fauna

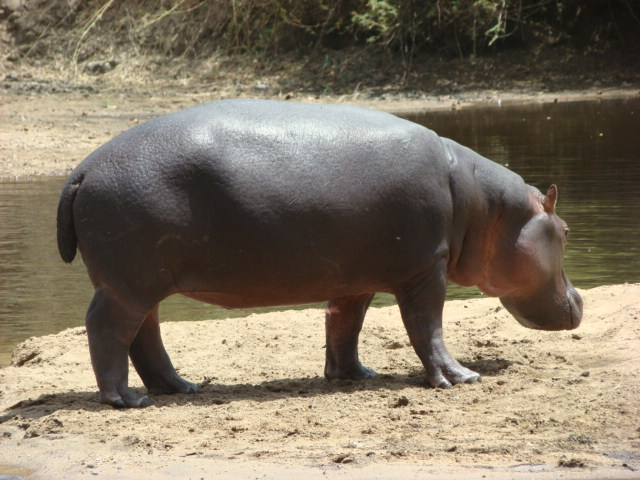
Hipopòtam al Parc Nacional de Bénoué, en la regió del nord del Camerun.

Els mamífers característics de l'ecoregió són l'eland de Derby (Taurotragus derbianus), el bongo (Tragelaphus eurycerus), l'antílop aquàtic (Kobus ellipsiprymnus), el cob comú (Kobus kob), la mona vermella (Erythrocebus potes), l'antílop equí (Hippotragus equinus), el búfal africà (Syncerus caffer), l'hipopòtam (Hippopotamus amphibius), la girafa (Giraffa camelopardalis), el lleó (Panthera leo) i el lleopard (Panthera pardus).
El cocodril del Nil (Crocodylus niloticus) està present en els cursos d'aigua del nord de l'ecoregió.

## Endemismes
Les selves de galeria del Parc Nacional Garamba alberguen els últims espècimens de rinoceront blanc septentrional (Ceratotherium simum cottoni); i l'última població de rinoceront negre occidental (Diceros bicornis longipes) sobreviu en l'extrem occidental de l'ecoregió.
Hi ha diverses espècies endèmiques de rèptils i amfibis. Entre els primers, la serp cega Rhinotyphlops sudanensis, el llangardaix Ichnotropis chapini i la colobra Helophis smaragdina; entre els segons, les granotes Amnirana longipes i Ptychadena ingeri, les granotes grill Phrynobatrachus albomarginatus i Phrynobatrachus scapularis i la granota nana Hymenochirus boulengeri.

## Estat de conservació
En perill crític. La inestabilitat política, així com el creixement de la població, són les principals amenaces.

## Protecció
- Parc Nacional Garamba, al nord-est de la República Democràtica del Congo, declarat Patrimoni de la Humanitat per la Unesco el 1980.
- Parc Nacional del Mbam i el Djerem, al Camerun.